# Relações entre Mongólia e Rússia

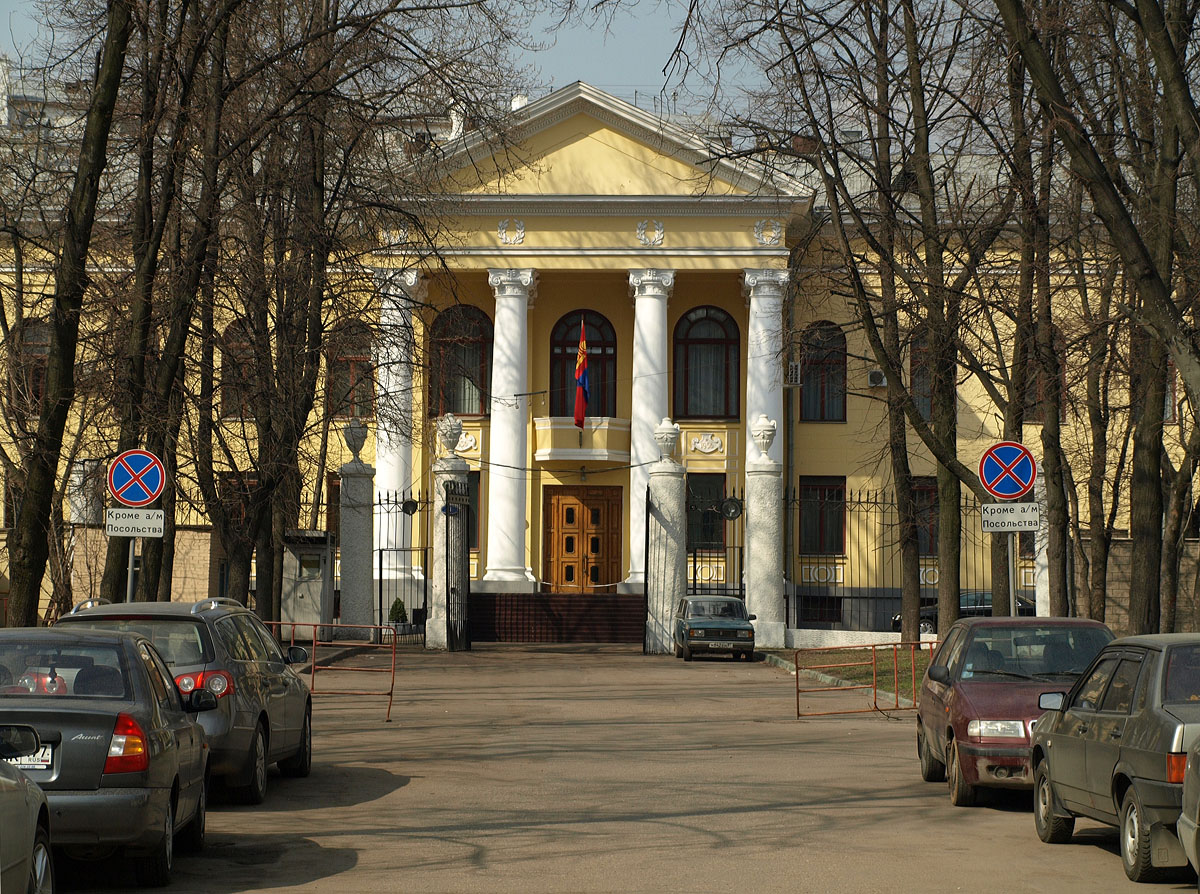
Embaixada da Mongólia na Rússia

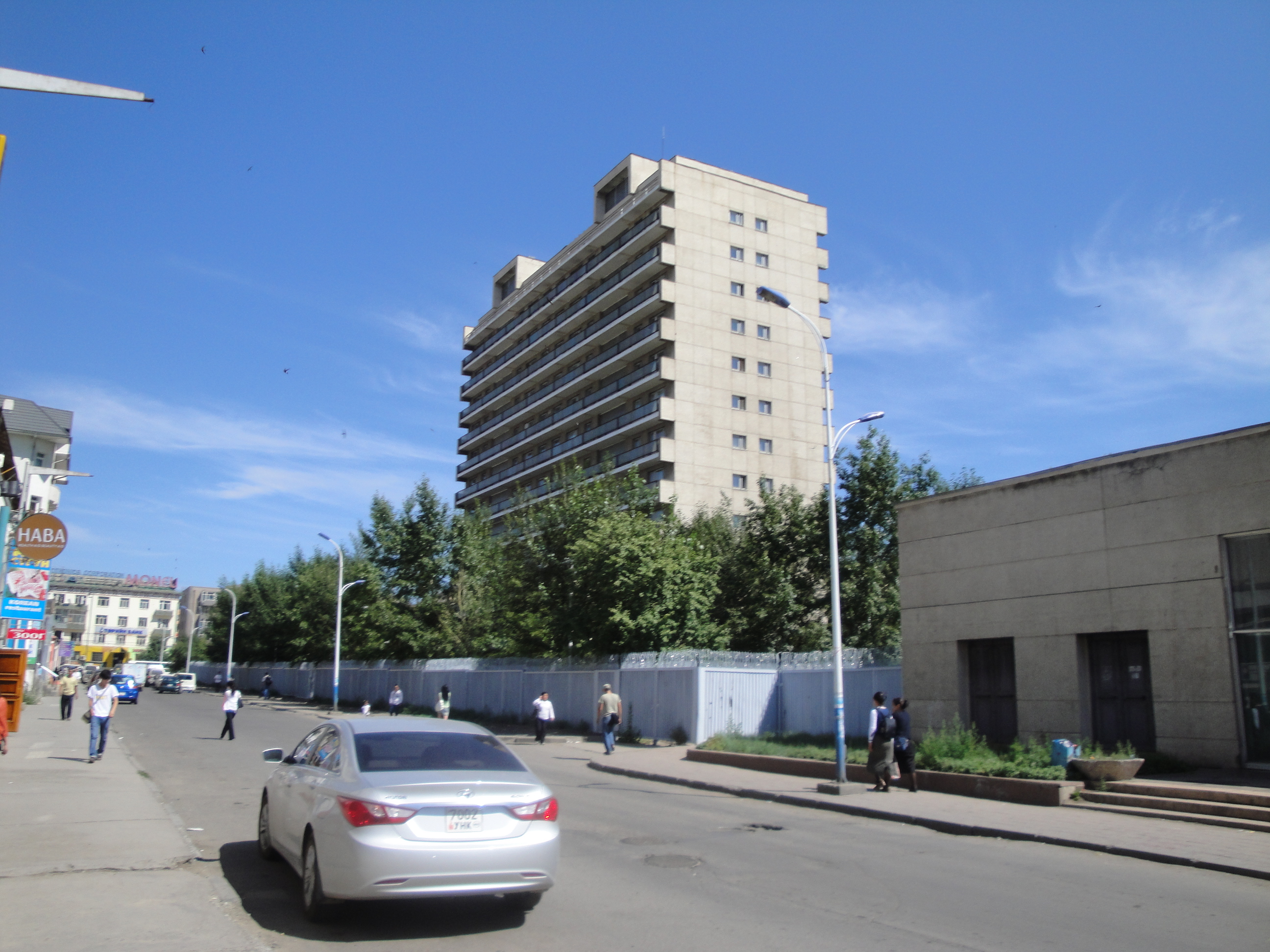
Embaixada da Rússia na Mongólia

As relações bilaterais entre a Mongólia e a Federação Russa (em mongol:  Монгол Оросын харилцаа; em russo:  Российско-монгольские отношения) têm sido tradicionalmente fortes desde a era comunista, quando a União Soviética apoiou a República Popular da Mongólia. A Mongólia e a Rússia continuariam a ser aliados na era pós-comunista. A Rússia tem uma embaixada em Ulaanbaatar e dois consulados gerais (em Darkhan e Erdenet). A Mongólia possui uma embaixada em Moscou, três consulados gerais (em Irkutsk, Kyzyl e Ulan Ude), e uma filial em Yekaterinburg. Ambos os países são membros de pleno direito da Organização para a Segurança e Cooperação na Europa (a Rússia é um estado participante, enquanto a Mongólia é um parceiro).

## História

### Era comunista
Os regimes comunistas da Mongólia e da Rússia Soviética criaram relações e cooperação bilaterais próximas. Ambas as nações estabeleceram estreitas relações industriais e comerciais, especialmente com as repúblicas soviéticas da Ásia Central e a Mongólia apoiou consistentemente a União Soviética em questões internacionais. A Mongólia procurou ajuda russa para dissipar os temores do expansionismo chinês e um grande número de forças soviéticas foram permanentemente implantadas na Mongólia. Em 1986, ambos os países assinaram um tratado de paz, amizade e cooperação. A Mongólia tomou partido da União Soviética após a ruptura sino-soviética na década de 1950. Seguindo o exemplo da política do primeiro-ministro soviético Mikhail Gorbachev de melhorar os laços com o Ocidente e a China, a Mongólia melhorou suas relações com os Estados Unidos e a China. Em 1989, a Mongólia e a União Soviética finalizaram os planos para a retirada das tropas soviéticas da Mongólia.

### Era moderna
Após a dissolução da União Soviética e o fim da Guerra Fria, o comércio da Mongólia com a Rússia diminuiu 80% e as relações e a influência da China sobre a Mongólia aumentaram. No entanto, a Rússia tem procurado reconstruir relações fortes com a Mongólia nos últimos anos para reforçar a sua posição como uma potência regional. Em 2000, o presidente russo Vladimir Putin fez uma visita marcante à Mongólia - a primeira por um chefe de Estado russo desde Leonid Brezhnev em 1974 e uma das primeiras da presidência de Putin - e renovou um importante tratado bilateral. A visita e a melhoria nas relações bilaterais foram popularmente acolhidas na Mongólia como contrárias à influência da China. A Rússia reduziu os preços das exportações de petróleo e energia para a Mongólia e aumentou o comércio transfronteiriço. O governo russo cancelou 98% da dívida pública da Mongólia e um acordo foi assinado para construir um oleoduto da Rússia para a China através da Mongólia.

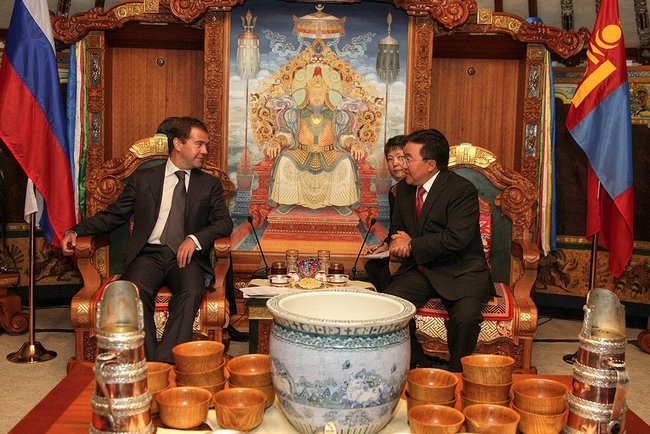
Dimitry Medvedev com Tsakhiagiin Elbedorj em 2009
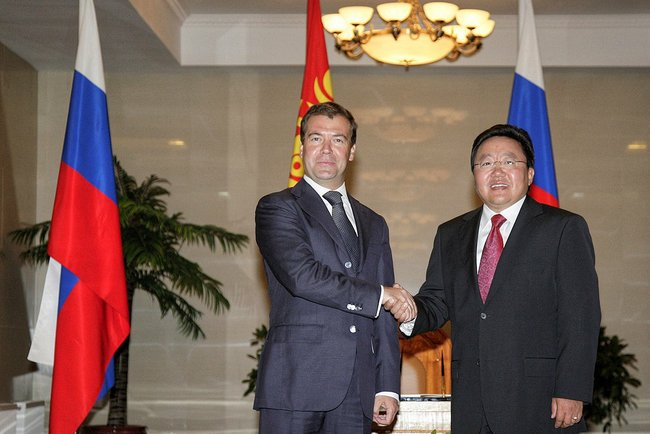
Dimitry Medvedev com Tsakhiagiin Elbegdorj.
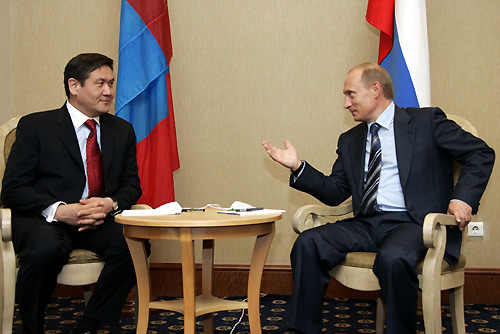
Nambaryn Enkhbayar com Vladimir Putin em 2005.